# Juigné-des-Moutiers
Juigné-des-Moutiers (bretonsko Yaoueneg-ar-Mousterioù) je naselje in občina v francoskem departmaju Loire-Atlantique regije Loire. Leta 2013 je naselje imelo 352 prebivalcev.

## Geografija
Kraj leži v pokrajini Bretaniji ob meji z Anjoujem, 60 km severovzhodno od Nantesa.

## Uprava
Občina Juigné-des-Moutiers skupaj s sosednjimi občinami La Chapelle-Glain, Châteaubriant, Erbray, Fercé, Grand-Auverné, Issé, Louisfert, La Meilleraye-de-Bretagne, Moisdon-la-Rivière, Noyal-sur-Brutz, Petit-Auverné, Rougé, Ruffigné, Saint-Aubin-des-Châteaux, Saint-Julien-de-Vouvantes, Soudan, Soulvache  in Villepot sestavlja kanton Châteaubriant; slednji se nahaja v okrožju Châteaubriant.

## Zanimivosti
- cerkev sv. Petra iz druge polovice 19. stoletja,
- priorstvo Prieuré de la Primaudière iz 13. do 18. stoletja, ustanovljeno pod menihi iz Reda Grandmont na ozemlju sedanjih občin Armaillé in Juigné-des-Moutiers, francoski zgodovinski spomenik od leta 1965,
- gozd forêt de Juigné.